# El niño de barro
El niño de barro es una película argentina de 2007, dirigida por Jorge Algora, basada en los asesinatos de Cayetano Santos Godino, más conocido como el Petiso Orejudo (1896-1944), quien fue el asesino en serie más joven de Argentina.

## Argumento
En la ciudad de Buenos Aires en 1912, Estela es una mujer española junto a su hijo Mateo de diez años quien veía continuamente escenas de violencia en la calle. Además, Mateo era víctima de maltratos por su padrastro, Octavio, quien recrimina a Estela por no haberle dado disciplina a su hijo.
Un nuevo y extraño suceso comienza cuando un fotógrafo decide pagarle 20 centavos a Mateo con el propósito en que este pudiera sacarse una serie de fotos con una niña que estaba jugando en la calle. El fotógrafo le pidió a Mateo poder fotografiarlo a este y a la niña, pero quería que Mateo sea capaz de aparecer en la foto mientras le bajaba la falda a la niña y más tarde la ropa interior. La niña finalmente decide no ser fotografiada de esta forma y Mateo huye.
Luego, Mateo tiene violentas imágenes que no pueden ser excluidas de sus pensamientos, tratando sobre el niño Arturo, quien había sido golpeado y finalmente ahorcado en un carrusel. El cadáver es visto por el comisario Petrie quien se interesa en el caso y ve una extraña muestra de animales muertos en un cobertizo.
Octavio convence a Estela que lleve a su hijo al consultorio del Dr. Soria, para ver si este estaba enfermo psicológicamente. Mateo exclama que había estado en el lugar del crimen de Arturo, pero en su sueños. El comisario Petrie aparece en el consultorio para escuchar la conversación y luego, el Dr. Soria le dice a Estela que las visiones y pesadillas de Mateo se debe a su debilidad o problema de salud alguna. Soria comienza a realizar estudios con el cadáver de Arturo y se da cuenta de que no murió por los golpes, sino por asfixia, tal y como Mateo había visto en sus sueños.

## Reparto
- Maribel Verdú como Estela
- Daniel Freire como el Comisario Petrie
- Juan Ciancio como Mateo
- César Bordón como Octavio
- Chete Lera como el Dr. Soria
- Abel Ayala como Cayetano
- Roly Serrano como Blas
- Oscar Alegre como Valentín
- Emilio Bardi como Fiore Godino
- Daniela Penerini como Lucía Godino
- Carlos Kaspar como el Sr. Larrondo
- Sergio Boris como Sr. Palacios
- Mario Moscoso como Benito Luppof
- Pablo Krinski como Paco Cebrián
- Mónica Lairana como Aurelia Estévez
- Jonathan Gruber como Roque Muñiz
- Ana María Castel como Eulalia Galán
- Nicolás Torcanowsky como Arturo Larrondo (basado en Arturo Laurora)
- Eugenia Aguilar como Luana Luppof
- Eugenia Aguilar como Luana Luppof (basada en Reyna Bonita Vaínicoff)
- Enzo Hoffman como Severino Infante
- Sebastián Italiano como Elvio Cucuozzo
- Shahir Jaller como Jesualdo Cucuozzo
- Silvia Torcanowsky como la Sra. Larrondo
- Mariana Torres como la Sra. Muñiz
- Rosalía Martínez como la joven prostituta 1
- Nataliya Peulak como la joven prostituta 2
- Fernando Prado como el policía de civil 1
- Rodrigo Barrena como el policía de civil 2
- Daniel Reyes como el policía de alfalfar
- César Ferro como el niño del carrusel
- Tomás Gardano como el niño del carrusel
- Sasha Musis como la niña del carrusel

## Producción
El director Jorge Algora decide poder dar a conocer la historia sobre uno de los criminales argentinos, Cayetano Santos Godino quien también es conocido como el "Petiso orejudo". Algora decide cambiar la trama del suceso acontecido pero que no afectaría a la realidad. La actriz Maribel Verdú es contratada para protagonizar la película con Daniel Freire. Gran parte del elenco debía realizar escenas de la película en Galicia, España, pero mayormente en Buenos Aires, Argentina.

## Premios
52.ª edición de los Premios Sant Jordi
| Categoría                         | Persona       | Resultado |
| --------------------------------- | ------------- | --------- |
| Mejor actriz en película española | Maribel Verdú | Ganadora  |